# West Coast (OneRepublic)
West Coast è un singolo del gruppo musicale statunitense OneRepublic, pubblicato il 25 febbraio 2022 come secondo estratto sesto album in studio Artificial Paradise.

## Descrizione
Il brano è stato scritto dal frontman Ryan Tedder nel 2015 e dal punto di vista musicale affonda le radici nella musica folk con tratti pop ed elettropop. Tedder ha dichiarato che il brano possiede sonorità uniche, in una ricerca di unione e armonia tra la musica dei Gorillaz e i brani dei Beach Boys. All'epoca, i OneRepublic stavano collaborando con gli U2 agli album Songs of Experience e Songs of Innocence ed è proprio durante le sessioni di registrazione con gli U2 che Tedder ha condiviso quella che sarebbe diventata West Coast.

## Video musicale
Il video, diretto da Tomás Whitmore, mostra Tedder a bordo di un'autovettura seguire una linea rossa tracciata su una mappa e che segue tutta la costa californiana.

## Tracce
1. West Coast – 3:12

## Classifiche
| Classifica (2022) | Posizione massima |
| ----------------- | ----------------- |
| Svizzera          | 65                |